# Racsa-Lecshumi és Alsó-Szvanéti
Racsa-Lecshumi és Alsó-Szvanéti (grúz რაჭა-ლეჩხუმი და ქვემო სვანეთი [Racsa-Lecshumisz da Kvemo Szvanétisz]) egyike Grúzia közigazgatási régióinak az ország középső északi részében. 
Hozzá tartoznak Racsa és Lecshumi történelmi régiók és Szvanéti történelmi régió egy része. 
Területe 4954 km² (valamivel nagyobb, mint a magyar Veszprém megye). Az ország leggyérebben lakott régiója: népessége mintegy 32 089 (a 2014-es népszámlálás adatai szerint). 
Közigazgatási székhelye Ambrolauri.